# Givenich
Givenich (luxemburgisch Giwenechⓘ) ist ein Ortsteil der Gemeinde Rosport-Mompach im Kanton Echternach in Luxemburg.

## Lage
Der Ort liegt etwa ein Kilometer westlich der Grenze zu Rheinland-Pfalz und damit zu Deutschland. Nachbarorte sind im Westen Mompach und im Osten Moersdorf.

## Geschichte
Der Name Givenich ist auf das gallorömische Gaviniacus (=„der Besitz von Gavinius“) zurückzuführen. Zwischen 1840 und 1946 wurden Gräber gefunden, die auf eine hier befindliche Siedlung der Merowinger oder Karolinger hindeuten. Nachdem sich in Givenich noch im 12. Jahrhundert neben einer Kirche dreizehn Höfe befanden, starb der Ort durch die Folgen von Pest oder Kriegen im darauffolgenden Jahrhundert aus. Erst im 16. Jahrhundert entstand an der Stelle wieder ein Hof, der 1830 in den Besitz einer Familie übergang und 1892 an den luxemburgischen Staat fiel. Dort befindet sich seit 1939 eine Strafvollzugsanstalt.
Givenich gehörte bis zum 31. Dezember 2017 zur Gemeinde Mompach und seit dem 1. Januar 2018 zur neuen Gemeinde Rosport-Mompach, die aus der Fusion der beiden Gemeinden Rosport und Mompach entstanden ist.